# 30306 Frigyesriesz
A 30306 Frigyesriesz kisbolygó a kisbolygóövben kering. 2000, május 2-án fedezte föl Paul G. Comba. A kisbolygó a nevét Riesz Frigyes magyar matematikusról kapta, aki a világhírű magyar matematikai iskola egyik legkiemelkedőbb alakja volt.

## A névadóról
Riesz legismertebb eredménye a valós függvénytan köréből ismert Riesz-Fischer-tétel. Korszakalkotó fölfedezése azonban szemléletesen is leírható: föltételezte, hogy a függvények segítségével is kifeszíthetünk olyan tereket, mint a vektorokkal. A vektorterekhez hasonlítható függvényterek kigondolása a René Descartesnevével összekapcsolt koordinátageometria bevezetéséhez hasonlítható. Amit addig a geometriai szerkesztések körében végezhettünk el, azt Descartes nyomán algebrai úton is megfogalmazhatjuk.

## Külső hivatkozások
- A 30306 Frigyesriesz kisbolygó a JPL Small-Body adatbázisában
- Riesz Frigyes munkásságának rövid összefoglalása